# Vârful Negoiu Mic, Munții Făgăraș
Vârful Negoiu Mic este un pisc montan situat în Masivul Făgăraș, având altitudinea de 2.485 metri. Se află la mică distanță de vârful Negoiu înspre nord, pe traseul dinspre Șaua Cleopatrei.
Pe vârful Negoiu mic se poate ajunge pe diferite trasee turistice.

## Galerie de imagini

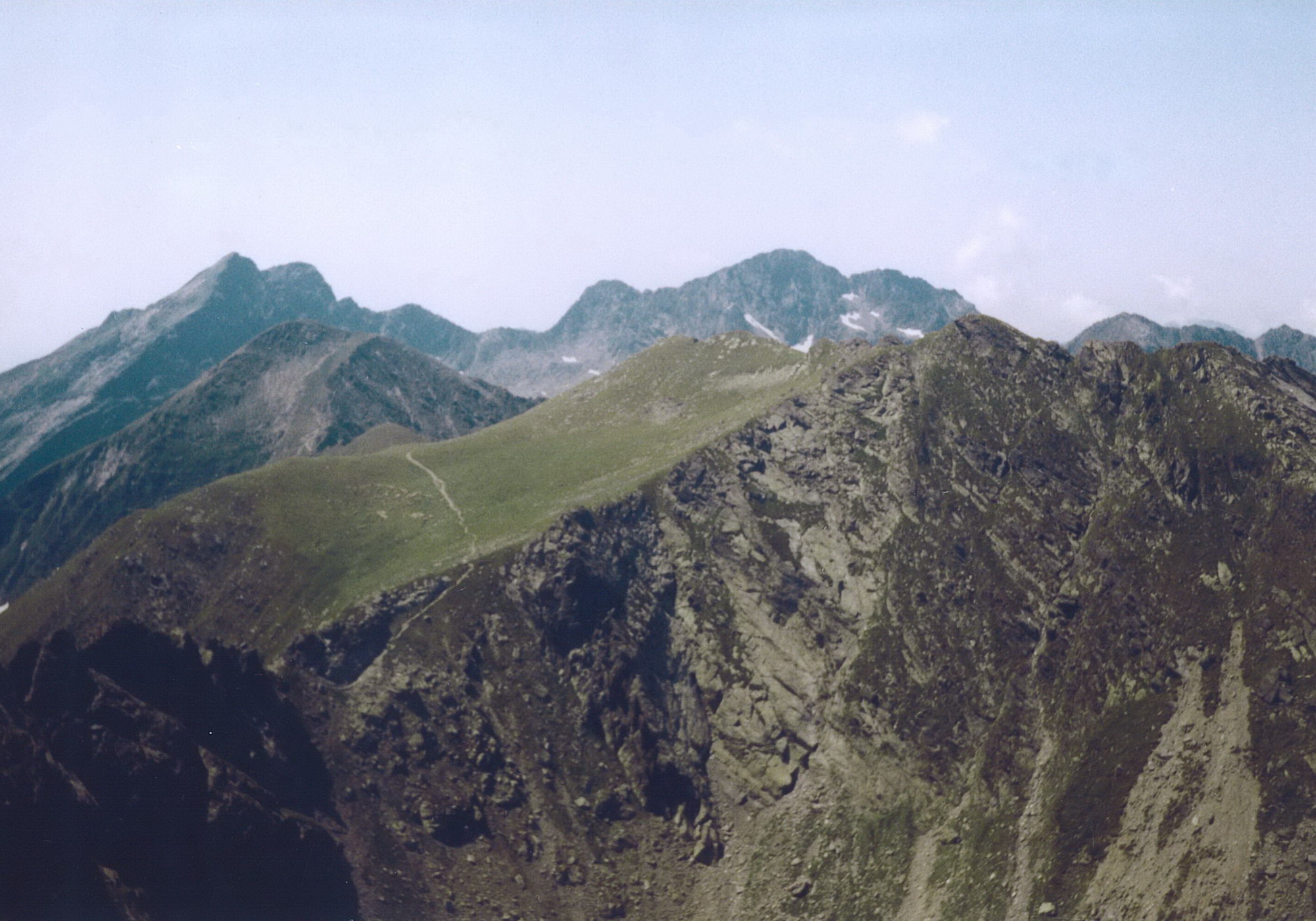